# Hespe
Hespe er en by og kommune i det nordvestlige Tyskland med knap 2.100 indbyggere (2013)[kilde mangler], beliggende i Samtgemeinde Nienstädt, i den centrale/vestlige del af Landkreis Schaumburg. Denne landkreis ligger i delstaten Niedersachsen.

## Geografi
Kommunen er beliggende øst for Schaumburger Wald ved Mittellandkanalen. Floden Riehe løber gennem kommunen.

### Nabokommuner
Hespe grænser (med uret fra nord) op til kommunen Meerbeck, byen Stadthagen, kommunerne Helpsen og Seggebruch samt byen Bückeburg.

### Inddeling
Ud over Hespe by, findes også landsbyerne Hiddensen, Levesen og Stemmen i kommunen.